# Nguyễn Xuân Ngư
Nguyễn Xuân Ngư là Thiếu tướng Công an nhân dân Việt Nam đã nghỉ hưu. Ông nguyên là Phó Chủ nhiệm Thường trực Ủy ban kiểm tra Đảng ủy Công an Trung ương, nguyên Phó Chánh Văn phòng Bộ Công an Việt Nam.

## Tiểu sử
Nguyễn Xuân Ngư là đảng viên Đảng Cộng sản Việt Nam.
Tháng 7 năm 2009, Nguyễn Xuân Ngư là Đại tá công an, Phó Cục trưởng Cục Công tác Đảng và quần chúng, Bộ Công an, Trưởng ban Giám khảo Hội thi Cán bộ Hội Phụ nữ giỏi Công an thành phố Hà Nội.
Từ tháng 3 năm 2011 đến tháng 5 năm 2012, Nguyễn Xuân Ngư là Đại tá, Phó Chánh Văn phòng Bộ Công an Việt Nam.
Tháng 1 năm 2013, Nguyễn Xuân Ngư là Đại tá, Phó Chánh Văn phòng Đảng ủy Công an Trung ương.
Tháng 10 năm 2014, Nguyễn Xuân Ngư là Thiếu tướng Công an nhân dân Việt Nam, Phó Chánh Văn phòng Bộ Công an Việt Nam.
Từ tháng 11 năm 2015 đến tháng 9 năm 2018, Nguyễn Xuân Ngư là Thiếu tướng, Ủy viên Đảng ủy Công an Trung ương, Phó chủ nhiệm Thường trực Ủy ban kiểm tra Đảng ủy Công an Trung ương.
Kể từ ngày 1 tháng 9 năm 2018, Nguyễn Xuân Ngư nghỉ công tác chờ hưởng chế độ hưu trí.

## Khen thưởng
- Huân chương Bảo vệ Tổ quốc hạng Nhì (trao ngày 22/1/2015)[12]
- Huy hiệu 30 năm tuổi Đảng Cộng sản Việt Nam (trao ngày 15/5/2012)[3]